# 町田甲一
町田 甲一（まちだ こういち、1916年12月9日 - 1993年10月5日）は、日本の美術史家。名古屋大学教授等を経て、武蔵野美術大学名誉教授。

## 経歴
出生から修学期
1916年、東京府東京市麹町区で日本画家・町田曲江の子として生まれた。東京府立第三中学校で学ぶが、病気のため2年遅れて1936年に卒業。同年、姫路高校に進学。卒業直前の1940年3月に治安維持法違反の疑いで神戸詩人事件に連座して検挙され、18ケ月にわたって拘禁された。1942年、東京帝国大学文学部に入学して美学を専攻した。大学では、児島喜久雄の下で学んだ。1944年に卒業し、その後は同大学大学院に進学。
美術史研究者として
1946年からは大学院在籍のまま、長尾美術館へ勤務。しかし、病気悪化のため1949年に退職し、胸部成形手術を受けた。
療養生活の後、1953年に東京教育大学講師に就いた。翌1954年に助教授、1968年に教授昇格。1988年から『奈良六大寺大観』(岩波書店)の刊行が計画されると、編集委員代表として刊行を推進した。建築・美術の写真・解説・文献を可能な限り網羅した本書は、奈良美術史・建築史研究の基本資料となった。1974年、名古屋大学教授となった。1977年に名古屋大学を定年退官し、その後は武蔵野美術大学教授として教鞭をとった。1987年に退任し、名誉教授となった。

## 受賞・栄典
- 1992年：勲三等瑞宝章受章[3]。

## 研究内容・業績
専門は東洋美術で、特に日本古代彫刻史、仏像に関連する彫刻の研究を進めた。『奈良六大寺大観』(全14巻)を進めた功績は大きく、その後の研究の基礎資料となると同時に、編集にあたっては若手を中心とする多くの研究者が集められたという点でも画期的であった。『仏像の美しさに憑かれて』(1986年)など随筆も残した。

## 家族・親族
- 父：町田曲江は日本画家。文展や帝展で受賞している。

## 著作
著書
- 『天平彫刻の典型』座右宝刊行会 1948
- 『薬師寺』中央公論美術出版 1963
  - 改訂版 ルックナゥ 1986
- 『法華寺』中央公論美術出版 1964
  - 新版・美術文化シリーズ 1987
- 『概説日本美術史』吉川弘文館 1965
  - 新版 1980
- 『法隆寺』角川新書 1967
  - 選書化 角川選書 1972
  - 増訂版 時事通信社 1987
- 『奈良古美術断章』有信堂 1973
  - 増補版 1978年
- 『日本古代彫刻史概説』中央公論美術出版 1974
- 『仏像 その意味と歴史と美しさについて』実業之日本社(有楽選書) 1976
  - 単行新版 1982
- 『大和古寺巡歴』有信堂高文社 1976
  - 文庫化 講談社学術文庫 1989
- 『上代彫刻史の研究』吉川弘文館 1977
- 『古寺辿歴 古美術襍想』保育社 1982
- 『仏像 イコノグラフィ』岩波書店(岩波グラフィックス) 1983
- 『仏像の美しさに憑かれて』保育社 1986[4]
- 『南無佛陀：佛教美術の図象学』保育社 1987
- 『概説東洋美術史』国際書院 1989
- 『仏の道 仏像の歩みの歴史と広がり』同朋舎出版 1990
- 『鷺城下にかげる 危機の一九三〇年代：大戦前夜の青春』神保出版会 1994[5]
- 『仏教美術に想う』里文出版 1994[6]

共編著
- 『中国工芸・朝鮮工芸・朝鮮彫刻・西域・イーラーン・印度・南海』(美術カード 15) 岡田譲共編、美術出版社 1954
- 『東洋美術史要説 上巻 イーラーン・インド篇』深井晋司共著、吉川弘文館 1955、度々新版
- 『インドの芸術2』阿部展也共著、座右宝刊行会 1957
- 『薬師寺』坂本万七共著、実業之日本社 1960
- 『世界の美術』(全8巻) 嘉門安雄・河北倫明共編、講談社 1963-1964
- 『国宝重要文化財案内』太田博太郎共著、毎日新聞社 1963
- 『アンコール・ワット』(世界の文化史蹟 6) 講談社 1968
- 『ニューデリー美術館』(世界の美術館 9) 講談社 1968
- 『日本の仏像 古美術の鑑賞』入江泰吉撮影、金園社(カラー版実用百科選書) 1968
- 『飛鳥と斑鳩 飛鳥・白鳳時代』(日本文化の歴史 3) 和歌森太郎共編、学研 1969
- 『南都のロマン：天平時代』(日本文化の歴史 4) 和歌森太郎共編、学研 1969
- 『芸術』(中国文化叢書 7) 鈴木敬共編、大修館書店 1971
- 『日本仏像100選』入江泰吉撮影 秋田書店 1973
  - 新編 1999年
- 『法華堂の乾漆像 東大寺』(奈良の寺 15) 岩波書店 1974
- 『日本美術小事典』永井信一共編、角川書店(角川小辞典) 1977
- 『美術史・美術論 日本と西洋の美術を考える』前川誠郎共著、旺文社(テレビ大学講座) 1979
- 『インド国立博物館（英語版）：染織と多彩な宗教美の世界』(世界の博物館 20) 講談社 1979
- 『美術』有信堂高文社(ニューカレッジブックス) 1982

記念論集
- 『論叢仏教美術史』町田甲一先生古稀記念会 吉川弘文館 1986